# Pfälzer Bauernseufzer
Les Pfälzer Bauernseufzer (littéralement : « les soupirs de fermier du Palatinat ») sont un type de saucisse bouillie du Haut-Palatinat. La forme est différente : elle peut être sphérique ou oblongue-cylindrique,.
Pour la production, la viande de porc et le bacon sont grossièrement moulus et assaisonnés de sel, de poivre, d'origan et, si nécessaire, de glutamate. Ensuite, cela est mélangé dans un hachoir avec de la chair à saucisse. Cette pâte est introduite dans un boyau moyen d'un diamètre d'environ 55 à 60 mm et façonnée en saucisses sphériques. Celles-ci sont ensuite cuites à l'eau ou à la vapeur.